# Raspberry Beret
Raspberry Beret is een nummer van de Amerikaanse band Prince en The Revolution, afkomstig van het album Around the World in a Day uit 1985. Op 15 mei dat jaar werd het nummer op single uitgebracht. Het was de eerste Amerikaanse single van dat album.

## Achtergrond
De plaat werd in een aantal landen een hit. In thuisland de VS bereikte de plaat de 2e positie in de Billboard Hot 100. In Canada werd de 10e positie behaald, Australië de 13e, Nieuw-Zeeland de 2e, Duitsland de 35e, Ierland de 24e en in het Verenigd Koninkrijk werd de 25e positie bereikt in de UK Singles Chart. 
In Nederland werd de plaat door dj's Adam Curry en Jeroen van Inkel regelmatig gedraaid in het populaire vrijdagavondprogramma Curry en Van Inkel van Veronica op Hilversum 3 en werd een radiohit in de destijds drie landelijke hitlijsten op de nationale publieke popzender. De plaat bereikte de 19e positie in de Nederlandse Top 40, de 23e in de Nationale Hitparade en piekte op de 17e positie in de TROS Top 50. In de Europese hitlijst op Hilversum 3, de TROS Europarade, werd géén notering behaald.
In België bereikte de plaat de 25e positie in de voorloper van de Vlaamse Ultratop 50 en de 27e positie in de Vlaamse Radio 2 Top 30. In Wallonië werd géén notering behaald.
Sinds de editie van december 2009 staat de plaat genoteerd in de jaarlijkse NPO Radio 2 Top 2000 van de Nederlandse publieke radiozender NPO Radio 2, met als hoogste notering een 585e positie in 2016.

## Hitnoteringen

### Nederlandse Top 40
| Hitnotering: 03-08-1985 t/m 07-09-1985 | Hitnotering: 03-08-1985 t/m 07-09-1985 | Hitnotering: 03-08-1985 t/m 07-09-1985 | Hitnotering: 03-08-1985 t/m 07-09-1985 | Hitnotering: 03-08-1985 t/m 07-09-1985 | Hitnotering: 03-08-1985 t/m 07-09-1985 | Hitnotering: 03-08-1985 t/m 07-09-1985 | Hitnotering: 03-08-1985 t/m 07-09-1985 |
| Week:                                  | 1                                      | 2                                      | 3                                      | 4                                      | 5                                      | 6                                      |                                        |
| -------------------------------------- | -------------------------------------- | -------------------------------------- | -------------------------------------- | -------------------------------------- | -------------------------------------- | -------------------------------------- | -------------------------------------- |
| Positie:                               | 31                                     | 28                                     | 24                                     | 21                                     | 19                                     | 22                                     | uit                                    |

### Nationale Hitparade
| Hitnotering: 20-07-1985 t/m 21-09-1985 | Hitnotering: 20-07-1985 t/m 21-09-1985 | Hitnotering: 20-07-1985 t/m 21-09-1985 | Hitnotering: 20-07-1985 t/m 21-09-1985 | Hitnotering: 20-07-1985 t/m 21-09-1985 | Hitnotering: 20-07-1985 t/m 21-09-1985 | Hitnotering: 20-07-1985 t/m 21-09-1985 | Hitnotering: 20-07-1985 t/m 21-09-1985 | Hitnotering: 20-07-1985 t/m 21-09-1985 | Hitnotering: 20-07-1985 t/m 21-09-1985 | Hitnotering: 20-07-1985 t/m 21-09-1985 | Hitnotering: 20-07-1985 t/m 21-09-1985 |
| Week:                                  | 1                                      | 2                                      | 3                                      | 4                                      | 5                                      | 6                                      | 7                                      | 8                                      | 9                                      | 10                                     |                                        |
| -------------------------------------- | -------------------------------------- | -------------------------------------- | -------------------------------------- | -------------------------------------- | -------------------------------------- | -------------------------------------- | -------------------------------------- | -------------------------------------- | -------------------------------------- | -------------------------------------- | -------------------------------------- |
| Positie:                               | 45                                     | 36                                     | 48                                     | 41                                     | 23                                     | 26                                     | 36                                     | 37                                     | 37                                     | 46                                     | uit                                    |

### TROS Top 50
Hitnotering: 25-07-1985 t/m 12-09-1985. Hoogste notering: #17 (1 week).

### NPO Radio 2 Top 2000
| Nummer met noteringen in de NPO Radio 2 Top 2000 | '09  | '10  | '11  | '12  | '13  | '14  | '15  | '16 | '17 | '18 | '19 | '20 | '21 | '22  | '23  | '24 |
| ------------------------------------------------ | ---- | ---- | ---- | ---- | ---- | ---- | ---- | --- | --- | --- | --- | --- | --- | ---- | ---- | --- |
| Raspberry Beret                                  | 1715 | 1306 | 1419 | 1454 | 1271 | 1231 | 1386 | 585 | 850 | 947 | 941 | 857 | 955 | 1033 | 1111 | 985 |

1. ↑  Een vetgedrukt getal geeft de hoogste notering aan.
2. ↑  2009 was het eerste jaar met een notering voor dit nummer.